# Cynotherium
Cynotherium — вимерлий рід хижих ссавців з родини псових. Він був ендеміком нинішніх середземноморських островів Сардинія (Італія) та Корсика (Франція), які були об’єднані протягом більшої частини плейстоцену. Він вимер, коли люди почали селитися на острові.

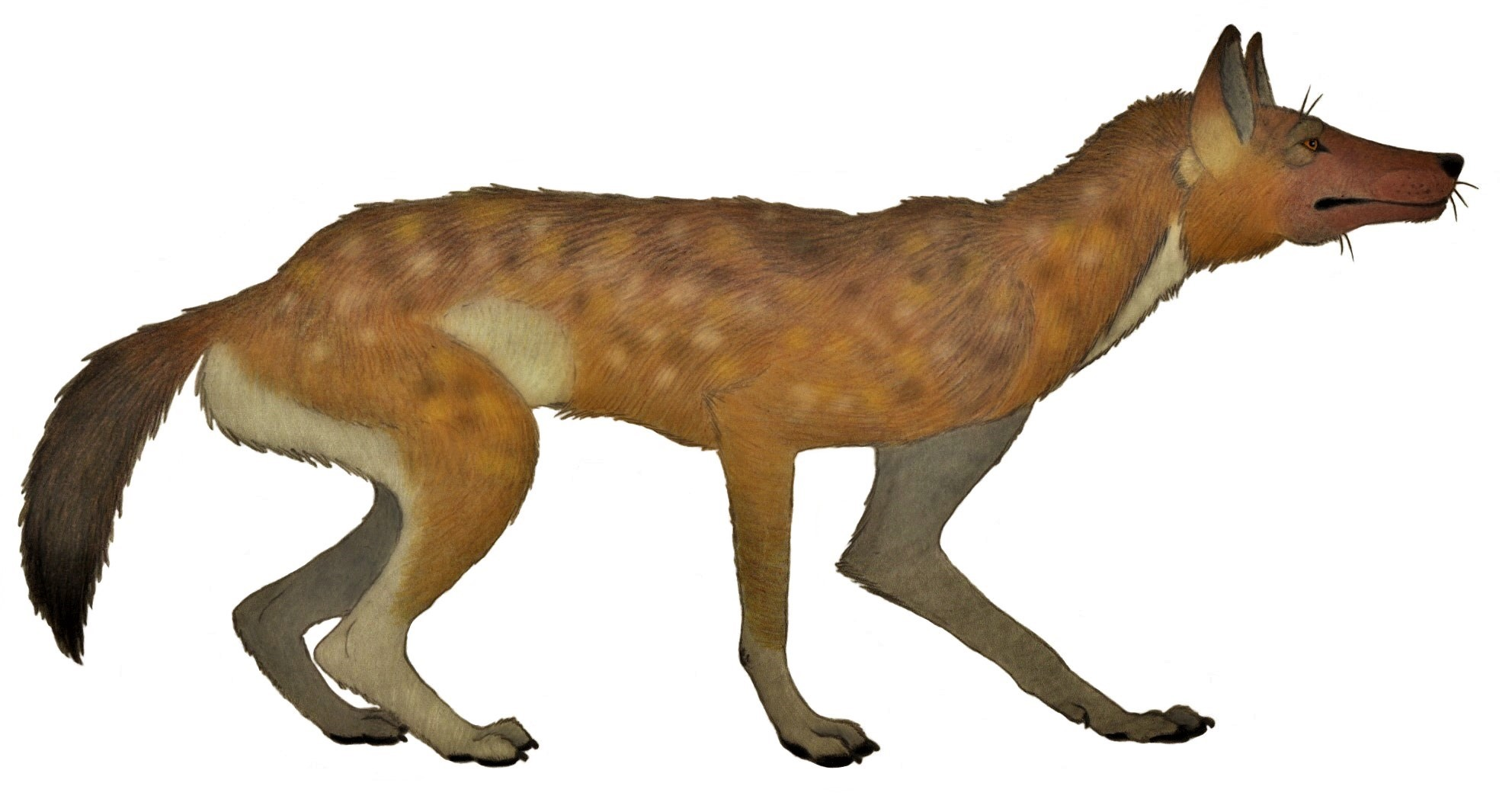
Художня реконструкція

Цей псовий досяг сардинсько-корсиканського блоку під час фази морської регресії в поєднанні з льодовиковою фазою. Ізоляція предків Cynotherium означала, що вид пристосувався харчуватися дрібною здобиччю, як-от ссавці та птахи, або падлом більших тварин. Адаптацією до нового способу життя стали зменшення розмірів, а також дуже сильні м'язи на шиї та передніх кінцівках, здатних до блискавичних рухів.
Схоже, що предком Cynotherium був Xenocyon.